# Aheah Saergathan!
Aheah Saergathan! er debutalbummet fra det franske dark ambient-projekt Amaka Hahina. Det blev samtidig projektets eneste udgivelse som ikke var en demo og Amaka Hahina blev opløst efter udgivelsen.

## Spor
1. "Meah Metreah	11:53
2. "Souffle de Devastation – La Mort fauche Et le Chaos Emporte..." – 04:48
3. "Psalmodies – Eah Ethethria Kalkethre" – 04:27
4. "Haine, Meurtre Et Suicide..." – 05:01
5. "O Solitude, accueille-moi!" – 04:12
6. "Malediction – Eliah Selenethethria" – 05:42